# Dunkirk (pueblo)
Dunkirk es un pueblo ubicado en el condado de Chautauqua en el estado estadounidense de Nueva York. En el año 2000 tenía una población de 1.387 habitantes y una densidad poblacional de 85.8 personas por km².

## Geografía
Dunkirk se encuentra ubicado en las coordenadas 42°27′51″N 79°20′33″O / 42.46417, -79.34250.

## Demografía
Según la Oficina del Censo en 2000 los ingresos medios por hogar en la localidad eran de $33,553, y los ingresos medios por familia eran $40,000. Los hombres tenían unos ingresos medios de $32,692 frente a los $23,194 para las mujeres. La renta per cápita para la localidad era de $19,124. Alrededor del 11.7% de la población estaban por debajo del umbral de pobreza.